# Qatars Davis Cup-lag
Qatars Davis Cup-lag styrs av Qatars tennisförbund och representerar Qatar i tennisturneringen Davis Cup, tidigare International Lawn Tennis Challenge. Qatar debuterade i sammanhanget 1992 och Asien-Oceanienzonens grupp III 1994 och 1997.